# Lembuak
Lembuak is een bestuurslaag in het regentschap West-Lombok van de provincie West-Nusa Tenggara, Indonesië. Lembuak telt 9648 inwoners (volkstelling 2010).